# Гэвин, Джон
Джон Гэвин (англ. John Gavin, при рождении Хуан Винсент Апабласа — исп. Juan Vincent Apablasa; 8 апреля 1931 — 9 февраля 2018) — американский киноактёр, бывший посол Соединённых Штатов в Мексике.

## Ранние годы
Получил степень бакалавра в Стэнфордском университете. Специализировался на экономике и латиноамериканских отношениях. Во время Корейской войны служил в ВМС США на борту авианосца «Принстон» с 1951 по 1953 год. Благодаря свободному владению испанским и португальским языками до 1955 года служил помощником адмирала Мильтона Майлза.

## Карьера

### Актёрская карьера
Вскоре после окончания службы Гэвин предложил себя в качестве технического консультанта другу семьи Брайану Фою, который собирался снимать фильм о «Принстоне». Вместо этого Фой организовал пробы на Universal. Гэвин пробовал отказаться — у него не было никакого актёрского опыта, — но отец переубедил его. Пробы прошли успешно, и Гэвин подписал контракт со студией.
Изначальное амплуа Гэвина — красивый, мужественный герой на манер Рока Хадсона. Свои первые опыты актёр называл ужасными. Прорывом для него стала главная роль в драме Дугласа Сирка «Время любить и время умирать» (1958) по роману Э. М. Ремарка, оставившего положительный отзыв о его работе.
Гэвин был приглашён на роль Джеймса Бонда в фильме 1971 года «Бриллианты навсегда» после того, как Джордж Лэзенби отказался сниматься, однако не приступил к съёмкам.
С 1971 по 1973 годы занимал должность президента Гильдии киноактёров США.

### Политическая карьера
Гэвин был назначен послом США в Мексике в июне 1981 года президентом Рональдом Рейганом и находился на этом посту до 12 июня 1986 года. Во время своего пребывания в качестве посла он был вовлечён в инцидент: избил местного оператора телевидения. После ухода с государственной службы стал успешным бизнесменом и общественным деятелем.

## Личная жизнь
В 1957 году Гэвин женился на актрисе Сесили Эванс. В браке родились две дочери: Кристина (стала актрисой) и Мария (стала телепродюсером). В 1965 году Гэвин и Эванс развелись.
Какое-то время встречался с итальянской актрисой Лучаной Палуцци.
C 1974 года и до смерти был женат на актрисе Констанс Тауэрс. Они впервые встретились в 1957 году на вечеринке, где их познакомил его крёстный отец, Джеймс Макхью. У Тауэр на тот момент аналогично было двое детей от предыдущего брака.
Гэвин умер в возрасте 86 лет в своем доме в Беверли-Хиллз, Калифорния от осложнений пневмонии.

## Фильмография
| Год       |     | Русское название                   | Оригинальное название            | Роль                            |
| --------- | --- | ---------------------------------- | -------------------------------- | ------------------------------- |
| 1956      | ф   | —                                  | Raw Edge                         | Дэн Керби                       |
| 1956      | ф   | За высокой стеной                  | Behind the High Wall             | Джонни Хатчинс                  |
| 1957      | ф   | —                                  | Four Girls in Town               | Том Грант                       |
| 1957      | ф   | Куантес                            | Quantez                          | Тич                             |
| 1958      | ф   | Время любить и время умирать       | A Time to Love and a Time to Die | Эрнст Гребер                    |
| 1959      | ф   | Имитация жизни                     | Imitation of Life                | Стив Арчер                      |
| 1960      | ф   | Дыхание скандала                   | A Breath of Scandal              | Чарли Фостер                    |
| 1960      | ф   | Психо                              | Psycho                           | Сэм Лумис                       |
| 1960      | ф   | Спартак                            | Spartacus                        | Юлий Цезарь                     |
| 1960      | ф   | Полуночное кружево                 | Midnight Lace                    | Брайан Янгер                    |
| 1960      | с   | —                                  | Insight                          | священник                       |
| 1961      | ф   | Романов и Джульетта                | Romanoff and Juliet              | Игорь Романов                   |
| 1961      | ф   | Тэмми, скажи мне правду            | Tammy Tell Me True               | Том Фриман                      |
| 1961      | ф   | Переулок                           | Back Street                      | Пол Саксон                      |
| 1962      | с   | Премьера Алкоа                     | Alcoa Premiere                   | Уильям Фортнам                  |
| 1963—1965 | с   | Альфред Хичкок представляет        | Alfred Hitchcock Presents        | Джонни Кендалл / доктор Дон Рид |
| 1964      | с   | Дестри                             | Destry                           | Харрисон Дестри                 |
| 1964      | с   | Виргинец                           | The Virginian                    | Чарльз Буланже / Бейкер         |
| 1964      | с   | Театр создателей саспенса          | Kraft Suspense Theatre           | Том Триперсонс / Карлос         |
| 1965      | с   | Конвой                             | Convoy                           | коммандер Дэн Толбот            |
| 1967      | ф   | Педро Парамо                       | Pedro Páramo                     | Педро Парамо                    |
| 1967      | ф   | Весьма современная Милли           | Thoroughly Modern Millie         | Трэвор Грейден                  |
| 1968      | ф   | Роз для Агента 117 не будет        | Niente rose per OSS 117          | Юбер Бониссёр де ля Бат         |
| 1969      | ф   | Безумная из Шайо                   | The Madwoman of Chaillot         | преподобный                     |
| 1970      | тф  | Тропа Каттера                      | Cutter’s Trail                   | Бен Каттер                      |
| 1970      | ф   | Кошечка, кошечка, я люблю тебя     | Pussycat, Pussycat, I Love You   | Чарли Харрисон                  |
| 1971      | с   | Шоу Дорис Дэй                      | The Doris Day Show               | доктор Форбс                    |
| 1973      | с   | Менникс                            | Mannix                           | Артур Данфорд                   |
| 1973      | ф   | —                                  | Keep It in the Family            | Рой Макдональд                  |
| 1973      | кор | —                                  | Nefertiti y Aquenatos            | н/д                             |
| 1974      | с   | —                                  | The Wide World of Mystery        | н/д                             |
| 1975      | тф  | —                                  | The Lives of Jenny Dolan         | н/д                             |
| 1976      | с   | Медицинский центр                  | Medical Center                   | подполковник Халлидей           |
| 1976      | ф   | —                                  | La casa de las sombras           | Роланд Стюарт                   |
| 1977      | с   | Лодка любви                        | The Love Boat                    | Дэн Бартон                      |
| 1978      | тф  | —                                  | Doctors’ Private Lives           | доктор Джеффри Латимер          |
| 1978      | ф   | Дженнифер                          | Jennifer                         | сенатор Тримейн                 |
| 1978      | с   | Высокий полёт                      | Flying High                      | Синклер                         |
| 1978      | тф  | Новые приключения Хайди            | The New Adventures of Heidi      | Дэн Уайлер                      |
| 1978—1981 | с   | Остров фантазий                    | Fantasy Island                   | Джек Фостер / Гарри Келлино     |
| 1979      | с   | —                                  | Doctors’ Private Lives           | доктор Джеффри Латимер          |
| 1980      | тф  | Софи Лорен: Её собственная история | Sophia Loren: Her Own Story      | Кэри Грант                      |
| 1980      | с   | Супруги Харт                       | Hart to Hart                     | Крейг Абернати                  |